# Danh sách trường trung học phổ thông tại Bến Tre
Dưới đây là danh sách các trường Trung học phổ thông tại Bến Tre trước ngày 12 tháng 6 năm 2025, danh sách này bao gồm các trường công lập và dân lập.

## Danh sách

### Trường chuyên
| STT | Tên trường                 | Năm thành lập | Địa chỉ                              | Hiệu trưởng     | Website                          |
| --- | -------------------------- | ------------- | ------------------------------------ | --------------- | -------------------------------- |
| 1   | Trường THPT Chuyên Bến Tre | 1990          | Phường Phú Tân, TP. Bến Tre, Bến Tre | Nguyễn Minh Chí | https://thptchuyenbentre.edu.vn/ |

### Các trường công lập
| STT               | Tên trường                       | Năm thành lập     | Địa chỉ                                 | Hiệu trưởng          | Website                                                                                         |
| Thành phố Bến Tre | Thành phố Bến Tre                | Thành phố Bến Tre | Thành phố Bến Tre                       | Thành phố Bến Tre    | Thành phố Bến Tre                                                                               |
| ----------------- | -------------------------------- | ----------------- | --------------------------------------- | -------------------- | ----------------------------------------------------------------------------------------------- |
| 1                 | Trường THPT Lạc Long Quân        | 2008              | Xã Mỹ Thạnh An, TP. Bến Tre, Bến Tre    | Cao Thị Ngọc Phương  | http://thptlaclongquan.bentre.edu.vn/ Lưu trữ ngày 9 tháng 7 năm 2021 tại Wayback Machine       |
| 2                 | Trường THPT Nguyễn Đình Chiểu    | 1954              | Phường Phú Tân, TP. Bến Tre, Bến Tre    | Đặng Bửu Truyển      | http://thptndc.edu.vn/ Lưu trữ ngày 28 tháng 2 năm 2022 tại Wayback Machine                     |
| 3                 | Trường THPT Võ Trường Toản       | 1998              | Xã Phú Hưng, TP. Bến Tre, Bến Tre       | Trần Tấn Minh        | http://thptvotruongtoan.bentre.edu.vn/%5B%5D                                                    |
| Huyện Ba Tri      |                                  |                   |                                         |                      |                                                                                                 |
| 4                 | Trường THPT Phan Liêm            | 2011              | Xã An Hòa Tây, Ba Tri, Bến Tre          | Bùi Tấn Kiệt         | http://thptphanliem.bentre.edu.vn/                                                              |
| 5                 | Trường THPT Phan Ngọc Tòng       | 2007              | Xã An Ngãi Tây, Ba Tri, Bến Tre         | Nguyễn Văn Thức      | http://thptphanngoctong.bentre.edu.vn/ Lưu trữ ngày 9 tháng 7 năm 2021 tại Wayback Machine      |
| 6                 | Trường THPT Phan Thanh Giản      | 1964              | Thị trấn Ba Tri, Ba Tri, Bến Tre        | Lê Thị Mỹ Lệ         | http://thptphanthanhgian.bentre.edu.vn/ Lưu trữ ngày 9 tháng 7 năm 2021 tại Wayback Machine     |
| 7                 | Trường THPT Sương Nguyệt Anh     | 2002              | Xã Phước Ngãi, Ba Tri, Bến Tre          | Nguyễn Văn Chỉnh     | http://thptsuongnguyetanh.bentre.edu.vn/ Lưu trữ ngày 9 tháng 7 năm 2021 tại Wayback Machine    |
| 8                 | Trường THPT Tán Kế               | 1998              | Xã Mỹ Thạnh, Ba Tri, Bến Tre            | Trà Trọng Tâm        | https://thpt-tanke-bentre.violet.vn/ Lưu trữ ngày 9 tháng 7 năm 2021 tại Wayback Machine        |
| Huyện Bình Đại    |                                  |                   |                                         |                      |                                                                                                 |
| 9                 | Trường THPT Huỳnh Tấn Phát       | 2007              | Xã Châu Hưng, Bình Đại, Bến Tre         | Nguyễn Quang Vinh    | http://thpthuynhtanphat.edu.vn/ Lưu trữ ngày 9 tháng 7 năm 2021 tại Wayback Machine             |
| 10                | Trường THPT Lê Hoàng Chiếu       | 1963              | Thị trấn Bình Đại, Bình Đại, Bến Tre    | Cao Hoài Dũng        | http://thptlehoangchieu.edu.vn/ Lưu trữ ngày 9 tháng 7 năm 2021 tại Wayback Machine             |
| 11                | Trường THPT Lê Quí Đôn           | 1989              | Xã Định Trung, Bình Đại, Bến Tre        | Cao Hoài Dũng        | http://thptlequidon.bentre.edu.vn/ Lưu trữ ngày 9 tháng 7 năm 2021 tại Wayback Machine          |
| 12                | Trường THPT Thạnh Phước          | 2019              | Xã Thạnh Phước, Bình Đại, Bến Tre       | Đồng Huy Hùng        | http://thptthanhphuoc.btre.edu.vn/                                                              |
| Huyện Châu Thành  |                                  |                   |                                         |                      |                                                                                                 |
| 13                | Trường THPT Diệp Minh Châu       | 1970              | Thị trấn Tiên Thủy, Châu Thành, Bến Tre | Nguyễn Văn Hân       | http://thptdiepminhchau.bentre.edu.vn/ Lưu trữ ngày 9 tháng 7 năm 2021 tại Wayback Machine      |
| 14                | Trường THPT Mạc Đĩnh Chi         | 2002              | Xã An Phước, Châu Thành, Bến Tre        | Phan Thị Hồng Cẩm    | https://thptmacdinhchi.bentre.edu.vn/%5B%5D                                                     |
| 15                | Trường THPT Nguyễn Huệ           | 2008              | Xã Phú Túc, Châu Thành, Bến Tre         | Phan Thị Thuý Hằng   | http://thptnguyenhue.bentre.edu.vn/ Lưu trữ ngày 9 tháng 7 năm 2021 tại Wayback Machine         |
| 16                | Trường THPT Trần Văn Ơn          | 1969              | Xã An Phước, Châu Thành, Bến Tre        | Đỗ Văn Công          | http://thpttranvanon.bentre.edu.vn/ Lưu trữ ngày 9 tháng 7 năm 2021 tại Wayback Machine         |
| Huyện Chợ Lách    |                                  |                   |                                         |                      |                                                                                                 |
| 17                | Trường THPT Trần Văn Kiết        | 1959              | Thị trấn Chợ Lách, Chợ Lách, Bến Tre    | Đinh Hồ Mỹ Ngọc      | http://tranvankiet.weebly.com/                                                                  |
| 18                | Trường THPT Trương Vĩnh Ký       | 1984              | Xã Vĩnh Thành, Chợ Lách, Bến Tre        | Trần Văn Phụng       | https://thpttruongvinhky.bentre.edu.vn/%5B%5D                                                   |
| 19                | Trường THPT Võ Văn Kiệt          | 2020              | Xã Long Thới, Chợ Lách, Bến Tre         | Trần Quốc Cường      | https://thptvovankiet.bentre.edu.vn/                                                            |
| Huyện Giồng Trôm  |                                  |                   |                                         |                      |                                                                                                 |
| 20                | Trường THPT Nguyễn Ngọc Thăng    | 2001              | Xã Phước Long, Giồng Trôm, Bến Tre      | Lê Thanh Danh        | http://thptnguyenngocthang.bentre.edu.vn/ Lưu trữ ngày 9 tháng 7 năm 2021 tại Wayback Machine   |
| 21                | Trường THPT Nguyễn Thị Định      | 2004              | Xã Lương Hòa, Giồng Trôm, Bến Tre       | Đặng Thị Nhịnh       | http://thptnguyenthidinh.bentre.edu.vn/                                                         |
| 22                | Trường THPT Nguyễn Trãi          |                   | Xã Tân Hào, Giồng Trôm, Bến Tre         | Nguyễn Văn Nam       | http://thptnguyentrai.bentre.edu.vn/ Lưu trữ ngày 9 tháng 7 năm 2021 tại Wayback Machine        |
| 23                | Trường THPT Phan Văn Trị         | 1963              | Xã Bình Hòa, Giồng Trôm, Bến Tre        | Võ Văn Hoàng         | http://thptphanvantri.bentre.edu.vn/ Lưu trữ ngày 9 tháng 7 năm 2021 tại Wayback Machine        |
| Huyện Mỏ Cày Bắc  |                                  |                   |                                         |                      |                                                                                                 |
| 24                | Trường THPT Lê Anh Xuân          | 2002              | Xã Tân Thành Bình, Mỏ Cày Bắc, Bến Tre  | Nguyễn Thị Kim Hương | http://thptleanhxuan.bentre.edu.vn/ Lưu trữ ngày 9 tháng 7 năm 2021 tại Wayback Machine         |
| 25                | Trường THPT Ngô Văn Cấn          | 1986              | Xã Tân Thanh Tây, Mỏ Cày Bắc, Bến Tre   | Phạm Thành Nhân      | http://thptngovancan.bentre.edu.vn/ Lưu trữ ngày 9 tháng 7 năm 2021 tại Wayback Machine         |
| 26                | Trường THPT Nhuận Phú Tân        | 2023              | Xã Nhuận Phú Tân, Mỏ Cày Bắc, Bến Tre   | Võ Thị Nhen          | https://thptnhuanphutan.bentre.edu.vn/                                                          |
| Huyện Mỏ Cày Nam  |                                  |                   |                                         |                      |                                                                                                 |
| 27                | Trường THPT An Thới              | 2013              | Xã An Định, Mỏ Cày Nam, Bến Tre         | Nguyễn Thanh Thanh   | https://thptanthoi.bentre.edu.vn/ Lưu trữ ngày 28 tháng 9 năm 2020 tại Wayback Machine          |
| 28                | Trường THPT Ca Văn Thỉnh         | 1980              | Xã An Định, Mỏ Cày Nam, Bến Tre         | Lê Thị Ngọc Thảo     | http://thptcavanthinh.bentre.edu.vn/ Lưu trữ ngày 9 tháng 7 năm 2021 tại Wayback Machine        |
| 29                | Trường THPT Chê-Ghêvara          | 1962              | Thị trấn Mỏ Cày, Mỏ Cày Nam, Bến Tre    | Phan Văn Sơn         | http://cheguevara.edu.vn/                                                                       |
| 30                | Trường THPT Nguyễn Thị Minh Khai | 2002              | Xã Hương Mỹ, Mỏ Cày Nam, Bến Tre        | Nguyễn Văn Hội       | http://thptnguyenthiminhkhai.bentre.edu.vn/ Lưu trữ ngày 9 tháng 7 năm 2021 tại Wayback Machine |
| 31                | Trường THPT Quản Trọng Hoàng     |                   | Xã An Thạnh, Mỏ Cày Nam, Bến Tre        | Bùi Tấn Lâm          | http://thptquantronghoang.bentre.edu.vn/ Lưu trữ ngày 9 tháng 7 năm 2021 tại Wayback Machine    |
| Huyện Thạnh Phú   |                                  |                   |                                         |                      |                                                                                                 |
| 32                | Trường THPT Đoàn Thị Điểm        | 2002              | Xã Tân Phong, Thạnh Phú, Bến Tre        | Phan Văn Phúc        | http://thptdoanthidiem.bentre.edu.vn/ Lưu trữ ngày 9 tháng 7 năm 2021 tại Wayback Machine       |
| 33                | Trường THPT Lê Hoài Đôn          | 1966              | Xã Bình Thạnh, Thạnh Phú, Bến Tre       | Nguyễn Văn Tâm       | http://thptlehoaidon.bentre.edu.vn/ Lưu trữ ngày 9 tháng 7 năm 2021 tại Wayback Machine         |
| 34                | Trường THPT Lương Thế Vinh       | 2016              | Xã An Quy, Thạnh Phú, Bến Tre           | Đồng Thị Thuận       | https://thptluongthevinh.bentre.edu.vn/ Lưu trữ ngày 16 tháng 10 năm 2021 tại Wayback Machine   |
| 35                | Trường THPT Trần Trường Sinh     | 2001              | Xã Giao Thạnh, Thạnh Phú, Bến Tre       | Mai Văn Phượng       | http://thpttrantruongsinh.bentre.edu.vn/ Lưu trữ ngày 9 tháng 7 năm 2021 tại Wayback Machine    |

### Các trường ngoài công lập
| STT | Tên trường                               | Năm thành lập | Địa chỉ                        | Loại hình | Hiệu trưởng | Website                    |
| --- | ---------------------------------------- | ------------- | ------------------------------ | --------- | ----------- | -------------------------- |
| 1   | Trường Phổ Thông Hermann Gmeiner Bến Tre | 2001          | Phường 6, TP. Bến Tre, Bến Tre | Dân lập   | Lê Duy Linh | https://bentre.hgs.edu.vn/ |